# Comuna Kopîșce, Olevsk
Kopîșce (în ucraineană Копищенська сільська рада) este o comună în raionul Olevsk, regiunea Jîtomîr, Ucraina, formată din satele Kopîșce (reședința) și Maidan Kopîșcenskîi.

## Demografie
Componența lingvistică a comunei Kopîșce
     Ucraineană (97,46%)
     Belarusă (1,94%)
     Alte limbi (0,45%)
Conform recensământului din 2001, majoritatea populației comunei Kopîșce era vorbitoare de ucraineană (97,46%), existând în minoritate și vorbitori de belarusă (1,94%).